# Bellevue (Malmö)
Bellevue is een wijk in het stadsdeel Väster van de Zweedse stad Malmö. De wijk telt 1272 inwoners (2013) en heeft een oppervlakte van 0,55 km². Bellevue bestaat voornamelijk uit grote villa's die omstreeks 1900 gebouwd zijn.
De spoorlijn Malmö - Limhamn had een station in Bellevue.

## Demografische ontwikkeling
Bron: Malmö Stadskontor